# Phyllachora luteomaculata
Phyllachora luteomaculata är en svampart som först beskrevs av Ludwig David von Schweinitz, och fick sitt nu gällande namn av Orton 1918. Phyllachora luteomaculata ingår i släktet Phyllachora och familjen Phyllachoraceae.   Inga underarter finns listade i Catalogue of Life.